# Petit génie
Clip vidéo
[vidéo] « Petit génie », sur YouTube
Petit génie, sorti le 3 août 2023, est une chanson de Jungeli en collaboration avec Abou Debeing, Imen Es, Alonzo et Lossa. Elle devient rapidement un succès viral, se hissant à la première place des classements en France et cumulant des millions de streams et de vues sur les plateformes numériques.

## Genèse et production
Petit génie est le deuxième single de Jungeli, après À moi. La chanson est produite par DJ Wiils, connu pour ses collaborations avec des artistes comme Bramsito et Heuss l'Enfoiré. Le titre afropop, caractérisé par une mélodie solaire et un refrain entraînant, est enregistré avec la participation de quatre artistes de renom : Abou Debeing, Imen Es, Alonzo et Lossa.
Le teaser du morceau, posté sur TikTok, est visionné plus de 122 000 fois avant même la sortie officielle, contribuant à son succès viral.
Le hit se hisse plusieurs semaines non consécutive à la première place du classement SNEP.

## Polémique
Le hit Petit Génie est l'oeuvre initial de Lossa en ayant crée la mélodie vocale (également appelée topline dans le milieu de la musique) de la chanson. Le 30 octobre 2024, dans Le Code par Apple Music, Lossa déclare à Mehdi Maïzi: « Par rapport à l'histoire, c'est vrai que je suis le premier créateur de Petit génie. Cette histoire qu'il y a eu sur les réseaux sociaux, cette histoire de vol, etc, c'est vrai qu'il s'est passé beaucoup de choses en interne, malheureusement, cela ne s'est pas passé comme prévu. Mais je pense que Jungeli, lui, tout seul, il n'est pas maître de ses décisions, il y a des gens derrière. ».

## Clip
Le clip sort le 6 octobre 2023. 3 mois après sa sortie, le clip cumule plus de 50 millions de vues.

## Classement
| Classement 2023-2024                    | Meilleure position |
| --------------------------------------- | ------------------ |
| Belgique (Wallonie Ultratop 50 Singles) | 6                  |
| France (SNEP)                           | 1                  |
| Suisse (Schweizer Hitparade)            | 33                 |

## Certification
| Pays     | Organisme | Certification | Seuil                            |
| -------- | --------- | ------------- | -------------------------------- |
| France   | SNEP      | Diamant       | 50 millions d'équivalent streams |
| Belgique | BEA       | 2x Platine,   | 40 mille équivalent streams      |

## Récompenses et nominations
| Année | Prix                             | Catégorie                                                              | Résultat   | Réf    |
| ----- | -------------------------------- | ---------------------------------------------------------------------- | ---------- | ------ |
| 2024  | Les Flammes                      | La Flamme du morceau de musiques africaines ou d'inspiration africaine | Lauréat    | ,      |
| 2024  | NRJ Music Awards                 | Social Hit                                                             | Lauréat    | [ 15 ] |
| 2024  | African Entertainment Awards USA | Best Collaboration                                                     | Nomination | [ 16 ] |
| 2024  | Grand Prix SACEM                 | Prix de la SDRM                                                        | Lauréat    | [ 17 ] |
| 2025  | Les Bravos d’Or                  | Chanson la plus écoutée sur le digital                                 | Lauréat    | [ 18 ] |